# Zira nitens
Zira nitens là một loài bọ cánh cứng trong họ Chrysomelidae. Loài này được Reid & Smith miêu tả khoa học năm 2004.